# Rogna
Rogna település Franciaországban, Jura megyében. Lakosainak száma 236 fő (2022. január 1.). Rogna Choux, Larrivoire, Vaux-lès-Saint-Claude, Viry, Vulvoz és Chassal-Molinges községekkel határos.

## Népesség
A település népessége az elmúlt években az alábbi módon változott:
| Lakosok száma | 80   | 87   | 197  | 207  | 225  | 225  | 227  | 230  | 231  | 236  |
|               | 1968 | 1982 | 1990 | 2006 | 2013 | 2015 | 2017 | 2019 | 2020 | 2022 |